# Щирецька селищна рада
Щирецька селищна рада — орган місцевого самоврядування у Пустомитівському районі Львівської області з центром у смт Щирець.

## Загальні відомості
Історична дата утворення: в 1958 році. Водоймища на території, підпорядкованій даній раді: річка Щирка.

## Населені пункти
- смт. Щирець
- с. Дуб'янка
- с. Одиноке
- с. Сердиця
- с. Шуфраґанка

## Склад ради
- Голова селищної ради — Василишин Олег Пахомович
- Секретар — Кардащук Оксана Михайлівна
- Загальний склад ради: 30 депутатів

### Керівний склад ради
| ПІБ                       | Основні відомості                                                                                 | Дата обрання | Дата звільнення |
| ------------------------- | ------------------------------------------------------------------------------------------------- | ------------ | --------------- |
| Бродич Михайло Михайлович | Селищний голова, 1953 року народження, освіта вища, член Всеукраїнського об'єднання «Батьківщина» | 26.03.2006   | 31.10.2010      |
| Бродич Михайло Михайлович | Селищний голова, 1953 року народження, освіта вища, безпартійний                                  | 31.10.2010   |                 |

Примітка: таблиця складена за даними джерела

### Депутати
Результати місцевих виборів 2010 року за даними ЦВК
| № зп | № округу | Прізвище, ім'я, по батькові      | Дата визнання обраним | Відомості про обраного депутата                                                                                              |
| ---- | -------- | -------------------------------- | --------------------- | --- |
| 1    | 20       | Шилич Уляна Михайлівна           | 04.11.2010            | Освіта вища, член Громадянської партії «ПОРА», Головне управління Держкомзему, державний інспектор                           |
| 2    | 2        | Мисакович Матвій Миколайович     | 04.11.2010            | Освіта вища, член Політичної партії «За Україну!», ПП «Домінанта Плюс», слюсар                                               |
| 3    | 6        | Голіян Богдан Миколайович        | 04.11.2010            | Освіта середня, член Політичної партії «За Україну!», тимчасово не працює                                                    |
| 4    | 9        | Гнаткевич Роман Іванович         | 04.11.2010            | Освіта середня спеціальна, член Політичної партії «За Україну!», ДП «Міжнародний аеропорт Львів», начальник пожежної команди |
| 5    | 13       | Гвоздецький Мар'ян Миронович     | 04.11.2010            | Освіта вища, член Політичної партії «За Україну!», тимчасово не працює                                                       |
| 6    | 26       | Ванькович Андрій Володимирович   | 04.11.2010            | Освіта вища, член Політичної партії «За Україну!», Фірма «Старт», постачальник                                               |
| 7    | 22       | Галабурда Володимир Анатолійович | 04.11.2010            | Освіта вища, член Народного Руху України, ПП Щирець, інженер                                                                 |
| 8    | 1        | Панчишин Ольга Любомирівна       | 04.11.2010            | Освіта середня спеціальна, позапартійна, Пустомитівська центральна районна аптека, фармацевт                                 |
| 9    | 3        | Деревацька Стефанія Павлівна     | 04.11.2010            | Освіта вища, позапартійна, загальноосвітня школа № 1 смт Щирець, вчитель                                                     |
| 10   | 4        | Зуб Ірина Степанівна             | 04.11.2010            | Освіта вища, позапартійна, загальноосвітня школа № 2 смт Щирець, вчитель                                                     |
| 11   | 5        | Кравців Іван Васильович          | 04.11.2010            | Освіта незакінчена вища, позапартійний, Фізична особа — ПП «Крок», директор                                                  |
| 12   | 7        | Василишин Олег Пахомович         | 04.11.2010            | Освіта середня спеціальна, позапартійний, пенсіонер                                                                          |
| 13   | 8        | Ташак Василь Романович           | 04.11.2010            | Освіта середня, позапартійний, фізична особа-підприємець                                                                     |
| 14   | 10       | Деда Андрій Іванович             | 04.11.2010            | Освіта вища, позапартійний, ВАТ Львівобленерго, інспектор                                                                    |
| 15   | 11       | Комар Олег Зіновійович           | 04.11.2010            | Освіта вища, позапартійний, Львівська залізнична ЕЧ −1, електромеханік                                                       |
| 16   | 12       | Козак Ігор Романович             | 04.11.2010            | Освіта вища, позапартійний, фізична особа-підприємець                                                                        |
| 17   | 14       | Галабурда Юрій Анатолійович      | 04.11.2010            | Освіта вища, позапартійний, Щирецька селищна рада, землевпорядник                                                            |
| 18   | 15       | Двойченкова Галина Петрівна      | 04.11.2010            | Освіта вища, позапартійна, Щирецький дошкільний навчальний заклад № 1, завідувачка                                           |
| 19   | 16       | Микитка Ірина Степанівна         | 04.11.2010            | Освіта вища, позапартійна, Львівський національний університет ім. І. Франка, викладач                                       |
| 20   | 17       | Микитко Ольга Михайлівна         | 04.11.2010            | Освіта вища, позапартійна, загальноосвітня школа № 1 смт Щирець, вчитель                                                     |
| 21   | 18       | Гейник Богдан Володимирович      | 04.11.2010            | Освіта вища, позапартійний, ДТГО «Львівська залізниця», інженер                                                              |
| 22   | 19       | Рибак Іван Васильович            | 04.11.2010            | Освіта вища, позапартійний, Щирецька ДМШ, директор                                                                           |
| 23   | 21       | Кардащук Оксана Михайлівна       | 04.11.2010            | Освіта вища, позапартійна, Щирецька селищнарада, секретар                                                                    |
| 24   | 23       | Іленьків Богдан Федорович        | 04.11.2010            | Освіта вища, позапартійний, ТзОВ «Торговий дім Геосистеми», інженер                                                          |
| 25   | 24       | Одноріг Ігор Григорович          | 04.11.2010            | Освіта середня спеціальна, позапартійний, фізична особа-підприємець                                                          |
| 26   | 25       | Якимишин Марія Омелянівна        | 04.11.2010            | Освіта середня, позапартійна, Щирецька селищна рада, паспортист                                                              |
| 27   | 27       | Попович Марія Степанівна         | 04.11.2010            | Освіта вища, позапартійна, загальноосвітня школа № 1 смт Щирець, вчитель                                                     |
| 28   | 28       | Деркач Михайло Мирославович      | 04.11.2010            | Освіта середня, позапартійний, пенсіонер                                                                                     |
| 29   | 29       | Дуда Володимир Михайлович        | 04.11.2010            | Освіта вища, позапартійний, Містківська загальноосвітня школа, вчитель                                                       |
| 30   | 30       | Вавринів Зеновій Станіславович   | 04.11.2010            | Освіта середня спеціальна, позапартійний, пенсіонер                                                                          |

### За суб'єктами висування
| Суб'єкт висування (назва політичної партії, місцева організація якої висунула кандидата, або самовисування) | Кількість депутатів |
| --- | ------------------- |
| Самовисування                                                                                               | 23                  |
| Політична партія «За Україну!»                                                                              | 5                   |
| Громадянська партія «ПОРА»                                                                                  | 1                   |
| Політична партія Народний Рух України                                                                       | 1                   |